# Transitieobject

Schema van de werking van het transitieobject

Een transitieobject is een voorwerp dat een opgroeiend kind helpt in de overgang van de symbiotische relatie met de moeder uit de periode als zuigeling naar individualiteit en zelfstandigheid. Vaak gaat het om een beertje maar ook lappenpoppen en dekentjes komen als steun bij de angstig ervaren overgang van de veilige verbondenheid met de moeder naar de bedreigende want onbekende buitenwereld.
De psychologie ziet de beer als een kameraad die "vooruit kan worden gestuurd in de confrontatie met de buitenwereld" omdat de beer daar sterk genoeg voor is. Het dier kan de kleuter ook als vertegenwoordiger van de instinctieve wereld terug doen keren in de nog onbewuste wereld waarin het bewustzijn ooit ontstaan is.
Het transitieobject speelt ook een rol in het de taalontwikkeling van het kind.